# Stańsk
Stańsk (niem. Stenzig) – wieś w Polsce położona w województwie lubuskim, w powiecie słubickim, w gminie Górzyca.
W latach 1975–1998 miejscowość administracyjnie należała do województwa gorzowskiego.
W miejscowości działało państwowe gospodarstwo rolne – Folwark w Stańsku należący do Zakładu Rolnego w Żabicach wchodzącego w skład Lubuskiego Kombinatu Rolnego w Rzepinie.
Stańsk położony jest na drodze lokalnej Czarnów – Ośno Lubuskie.

## Zabytki
Do wojewódzkiego rejestru zabytków wpisany jest:
- kościół ewangelicki, obecnie rzymskokatolicki filialny pod wezwaniem św. Józefa Robotnika, wybudowany w XIV wieku, przebudowany w XVI wieku, wieża kościelna pochodzi z XVIII wieku[7].